# Omni Loop
Omni Loop è un film del 2024 scritto, diretto e montato da Bernardo Britto.

## Trama
Zoya Lowe è una fisica quantistica che si ritrova intrappolata in un loop temporale, con un buco nero che le cresce in petto e una prognosi di una sola settimana. Insieme alla brillante dottoranda Paula Campos, Zoya cerca un mondo di spezzare il cerchio e scoprire il segreto del viaggio nel tempo.

## Produzione
Le riprese sono avvenute in Florida nel 2022.

## Promozione
Il primo trailer è stato diffuso il 13 agosto 2024.

## Distribuzione
Il film è stato presentato in anteprima mondiale al South by Southwest il 13 marzo 2024, prima di essere distribuito nelle sale statunitensi il 20 settembre seguente.

## Accoglienza
Il film è stato accolto positivamente dalla critica statunitense. Sull'aggregatore di recensioni Rotten Tomatoes 36 critici esprimono un gradimento dell'83% con un voto medio di 6.7/10; su Metacritic il voto medio di 10 critici è 68/100.